# ولایت‌های افغانستان
ولایت، یکی از واحدهای تقسیمات کشوری افغانستان و برابر استان در ایران است. ولایت نخستین سطح تقسیم‌بندی کشوری در افغانستان محسوب می‌شود؛ همچنین، هر ولایت از چند ولسوالی که برابر شهرستان در ایران میباشد تشکیل شده‌است. افغانستان دارای ۳۴ ولایت می‌باشد.

## ریشه‌شناسی و پیشینه

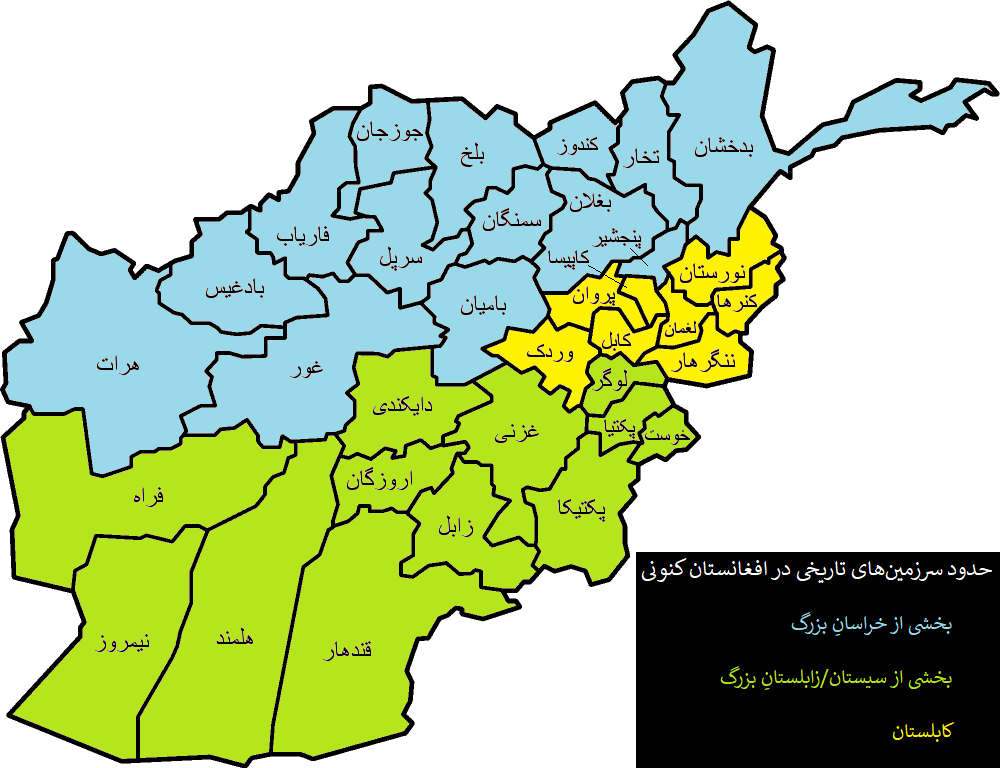
حدود سرزمین‌های تاریخی در افغانستانِ کنونی آبی: بخشی از خراسانِ تاریخی سبز: بخشی از سیستان/زابلستانِ تاریخی زرد: کابلستان

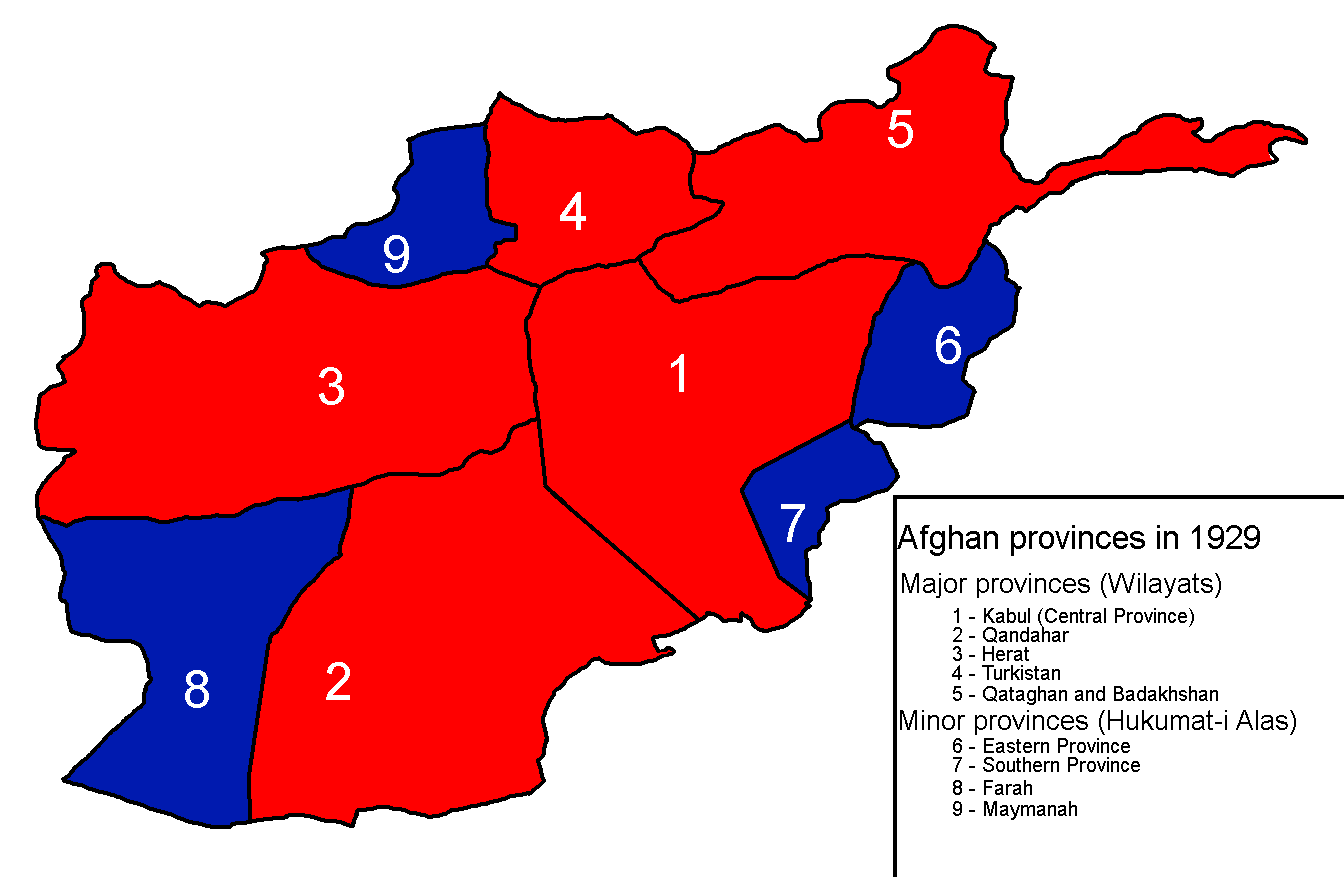
ولایت‌های افغانستان در ۱۳۰۸ ه‍.خ

## فهرست ولایات افغانستان
| موقعیت* | ولایت   | مرکز       | جمعیت     | مساحت (کیلومتر مربع) | زبان                                                            | واحدهای اداری | جزئیات |
| ------- | ------- | ---------- | --------- | -------------------- | --------------------------------------------------------------- | --- | --- |
|         | اُرُزگان  | ترین‌کوت    | ۳۲۰٬۵۸۹   | ۱۱۴۷۳.۶۷             | فارسی دری، پشتو                                                 | ۵ ولسوالی: ترین‌کوت، چوره، خاص‌ارزگان، دهراوود، شهید حساس، گیزاب | در سال ۲۰۰۴ نیمهٔ شمالی و هزاره‌نشینِ ولایت اُروزگان بهمرای ولسوالی گیزاب به ولایت جدید دایکندی تبدیل شد. پس از مدتی ولسوالی گیزاب دوباره در سال ۲۰۰۶ به ولایت ارزگان برگردانده شد. |
|         | بادغیس  | قلعهٔ نو    | ۴۹۹٬۳۹۳   | ۲۰۷۹۴.۰۱             | فارسی دری،                                                      | ۷ ولسوالی: آب‌کَمَری، جَوَند، غورماچ، قادِس، قلعهٔ نو، بالامرغاب، مُقُر | |
|         | بامیان  | بامیان     | ۳۴۳٬۸۹۲   | ۱۸۰۲۹.۱۶             | دری، گویش هزارگی                                                | ۷ ولسوالی: بامیان، کَهمَرد، پنجاب، سَیغان، شیبَر، وَرَس، یکاولنگ | |
|         | بدخشان  | فیض‌آباد    | ۸۱۹٬۳۹۶   | ۴۴۸۳۵.۹۱             | دری، واخی، وردوجی، شغنی، منجی، سنگچیلی، قرقیزی، زیباکی و پامیری | ۲۸ ولسوالی: اَرغَنج‌خواه، اَرگو، اِشکاشِم، بهارک، تَگاب (کِشِمِ بالا)، تیشکان، جُرم، خاش، خواهان، دَرایِم، مایمَی، نِسَی، راغستان، زیباک، شِغنان، شِکی، شهدا، شهر بزرگ، فیض‌آباد، کُران و مُنجان، کِشِم، کوف‌آب، کوهستان، واخان، وَردوج، یاوان، یفتلِ پایین، یَمگان (گیروان) | |
|         | بَغلان   | پُلِ خُمری    | ۷۴۱٬۶۹۰   | ۱۸۲۵۵.۲۴             | دری، ازبکی                                                      | ۱۵ ولسوالی: اندراب، بغلان جدید، بُرکه، پُلِ حصار، پُلِ خُمری، تاله و برفک، جَلگه، خِنجان، خوست و فِرِنگ، دوشی، دهانه غوری، دِه‌صلاح، فِرِنگ و غارو، گذرگاه نور، نَهرین                                                                                           | |
|         | بلخ     | مزار شریف  | ۱٬۱۲۳٬۹۴۸ | ۱۶۱۸۶                | دری، ازبکی                                                      | ۱۵ ولسوالی: بلخ، چارپولَک، چارکُنت، چَمتال، خَلَم، دولت‌آباد، دِهدادی، زاری، شورتپه، شولگره، کَشنده، کُلدار، مارمَل، مزار شریف، گذرگاهِ نور | |
|         | پروان   | چاریکار    | ۴۹۱٬۸۷۰   | ۵۷۱۵.۰۵              | دری                                                             | ۱۰ ولسوالی: بَگرام، جبل‌سراج، چاریکار، سالَنگ، سرخِ پارسا، سیدخیل، شیخ‌علی، شینواری، غوربند، کوهِ صافی | |
|         | پکتیا   | گردیز      | ۴۱۵٬۰۰۰   | ۶٬۴۳۲                | پشتو و فارسی تاجیکی                                             | ۱۳ ولسوالی: احمدآباد، جاجی، جانی‌خیل، چاوک، چَمکَنی، دَند پَتان، زَدران (پشتو: ځدران)، زُرمت، سیدکَرَم، شَواک، علی‌خیل، گردیز، لجه احمدخیل | در گذشته پکتیا وسعت بیشتری داشت، اما این ولایت نخست به دو ولایت پکتیا و پکتیکا تقسیم شد و سپس با تأسیس ولایت خوست در نواحی شرقی پکتیا از وسعت آن کاسته شد.                      |
|         | پکتیکا  | شَرَن        | ۸۰۹٬۷۷۲   | ۵۵۸۳.۱۵              | پشتو، دری                                                       | ۱۹ ولسوالی: اُرگون، اومَنه، بَرمَل، تَروُو، جانی‌خیل، دیله و خوشامند، زرغون‌شهر، زیروک، سرحوضه، سَروبی، شَرَن، گومَل، گیان، مَتاخان، نِکه، وازه‌خواه، وَرمَمی، یحیی‌خیل، یوسف‌خیل                                                                                    | |
|         | پنجشیر  | بازارک     | ۵۰۰۰۰     | ۳۷۷۱.۶۲              | دری                                                             | ۷ ولسوالی: اَنابه، بازارک، پریان، خِنج، دَره، روخه، شُتُل | |
|         | تخار    | تالقان     | ۸۳۰٬۳۱۹   | ۱۲۴۵۷.۸۲             | دری                                                             | ۱۷ ولسوالی: اِشکمِش، بَنگی، بهارک، تالقان، چال، چاه‌آب، خواجه بهاءالدین، خواجه غار، دَرقَد، دشتِ قلعه، روستاق، فَرخار، کلفگان، نمک‌آب، وَرسَج، هزارسَموچ، یَنگی‌قلعه                                                                                            | |
|         | جوزجان  | شِبِرغان     | ۴۲۶٬۹۸۷   | ۱۱۲۹۱.۵۲             | ازبکی، دری                                                      | ۱۱ ولسوالی: آقچه، خانقاه، خُم‌آب، خواجه دوکوه، دَرزاب، شِبِرغان، فیض‌آباد، قَرقین، قوش‌تپه، مَردیان، مِنگَجِک | |
|         | خوست    | خوست       | ۶۳۹٬۸۴۹   | ۴۲۳۵.۲۶              | پشتو                                                            | ۱۳ ولسوالی: باک، تَنی، تیریزائی، جاجی‌میدان، خوست مَتون، سپیره، شَمَل، صَبری (یعقوبی)، قَلَندر، گُربُز، مَندوزی، موسی‌خیل، نادرشاه‌کوت | |
|         | دایکُندی | نیلی       | ۴۷۷٬۵۴۴   | ۱۷۵۰۱.۳۶             | دری، گویش هزارگی                                                | ۹ ولسوالی: اَشتَرَلی، خِدیر، سنگِ تخت، شهرستان، کِجران، کیتی، میرامور، نیلی | |
|         | زابل    | قلات       | ۲۴۴٬۸۹۹   | ۱۷۴۷۱.۸۰             | پشتو، دری                                                       | ۸ ولسوالی: اَتغَر، اَرغَنداب، تَرنگ و جَلدک، دایچوپان، شاه‌جوی، شمَلزائی، شینکَی، قَلات، کاکَر، میزان | |
|         | سرپل    | سرِپل       | ۴۴۲٬۲۶۱   | ۱۶۳۸۵.۵۷             | دری، ازبکی                                                      | ۷ ولسوالی: بلخاب، سرپل، سانچارک، سوزمه‌قلعه، صیاد، کوهستانات، گوسفندی | در سال ۱۳۶۷ از ولایت جوزجان مستقل شد. |
|         | سمنگان  | آیبک       | ۳۷۸٬۰۰۰   | ۱۳۴۳۷.۸۱             | دری                                                             | ۷ ولسوالی: آیبک، حضرتِ سلطان، خُرم و سارباغ، درهٔ صوف بالا، درهٔ صوف پایین، روی دوآب، فیروزنَخچیر | |
|         | غزنی    | غزنی       | ۱٬۰۸۰٬۸۴۳ | ۲۲۴۶۰.۵۳             | دری، پشتو                                                       | ۱۹ ولسوالی: آب‌بند، اَجرستان، اَندَر، بهرام شهید، جاغوری، عُمری، ده‌یک، رشیدان، زنه‌خان، غزنی، قره‌باغ، گیرو، گیلان، مالستان، مُقُر، ناوَر، ناوه، واغَز، ولی‌محمد شهید خوگیانی                                                                                 | |
|         | غور     | فیروزکوه   | ۶۳۵٬۳۰۲   | ۳۶۶۵۷.۴۲             | دری، گویش ایماقی، گویش هزارگی                                   | ۱۰ ولسوالی: پسابند، مرغاب، تولک، تیوره، دولت‌یار، دولینه، چارسده، فیروزکوه، ساغر، شهرک، لعل و سرجنگل | |
|         | فاریاب  | میمنه      | ۸۳۳٬۷۲۴   | ۲۰۷۹۷.۶۳             | ازبکی، ترکمنی، دری                                              | ۱۳ ولسوالی: اَلمار، اَندخوی، بُلچراغ، پشتون‌کوت، خان چارباغ، دولت‌آباد، خواجه سبزپوش ولی، شیرین‌تَگاب، قَرغان، قَرَم‌قُل، قیصار، کوهستان، گَرزیوان، میمنه | |
|         | فَراه    | فراه       | ۴۹۳٬۰۰۷   | ۴۹۳۳۹.۱۱             | دری                                                             | ۱۱ ولسوالی: اناردره، بالابلوک، بَکواه، پرچمن، پُشت‌رود، خاک سفید، شیب‌کوه، فراه، قلعهٔ کاه، گلستان، لاش و جُوَین | |
|         | قندهار  | قندهار     | ۹۹۰٬۱۰۰   | ۵۴۷۴۴.۵              | پشتو، دری                                                       | ۱۶ ولسوالی: ارغستان، ارغنداب، پَنجوائی، خاکریز، دامان، ریگستان، ژِرَی، سپین‌بولدَک، شاه‌ولی‌کوت، شورابَک، غورَک، قندهار، میانَشین، مَیوَند، نیِش | |
|         | کابُل    | کابل       | ۲٬۴۲۵٬۰۶۷ | ۴۵۲۳.۵۷              | فارسی، پشتو                                                     | ۱۵ ولسوالی: اِستالِف، بَگرامی، پَغمان، چهارآسیاب، خاکِ جبار، دِه‌سبز، سُروبی، شکردره، فَرزه، قره‌باغ، کابل، کَلَکان، گُلدره، موسائی، میربچه‌کوت | |
|         | کاپیسا  | محمود راقی | ۳۵۸٬۲۶۸   | ۱۹۰۸                 | دری، پراچی                                                      | ۷ ولسوالی: اَلِه‌سائی، تَگاب، حصهٔ اول کوهستان، حصهٔ دوم کوهستان، کوه‌بند، محمود راقی، نَجراب | |
|         | کندز    | کندز       | ۷۷۳٬۳۸۷   | ۸۰۸۰.۸۶              | دری، ازبکی، ترکمنی                                              | ۷ ولسوالی: امام‌صاحب، چهاردره، خان‌آباد، دشت اَرچی، علی‌آباد، قلعهٔ ذال، کُندوز | |
|         | کُنَر     | اسدآباد    | ۴۱۳٬۰۰۸   | ۴۹۲۵.۹               | پشتو، دری                                                       | ۱۵ ولسوالی: اسدآباد، بَرکُنر، خاص‌کُنر، دانگام، دره‌پیچ، چپه‌دره، چوکی، سرکانی، شیگل و شِلتَن، غازی‌آباد، مَرَوَره، ناری، نَرَنگ، نورگُل، وَتَه‌پور | |
|         | لَغمان   | مهترلام    | ۳۸۲٬۲۸۰   | ۳۹۷۷.۰۷۸             | پشه‌ای، دری، نورستانی و زبان پریا                                | ۵ ولسوالی: دولت‌شاه، قَرغه‌ای، علیشِنگ، علینگار، مِهترلام | |
|         | لوگر    | پُلِ عَلَم     | ۳۲۲٬۷۰۴   | ۴۵۶۸                 | پشتو، دری                                                       | ۷ ولسوالی: اَزره، بَرَکی بَرَک، پُلِ عَلَم، چَرخ، خروار، خوشی، محمدآغه | |
|         | وردگ    | میدان شهر  | ۵۲۹٬۳۴۳   | ۱۰۳۴۸.۳۲             | دری، گویش هزارگی، پشتو                                          | ۸ ولسوالی: جلریز، جَغَتو، چکِ وردک، حصهٔ اول بهسود، دایمیرداد، سیدآباد، مرکزِ بهسود، نِرخ | |
|         | ننگرهار | جلال‌آباد   | ۱٬۳۴۲٬۵۱۴ | ۷۶۴۱.۰۵              | پشتو، دری                                                       | ۲۱ ولسوالی: اَچین، بَتی‌کوت، بِهسود، پَچیرواَگام، جلال‌آباد، حصارک، چَپَرهار، خوگیانی، دَربابا، درهٔ نور، ده‌بالا، رودات، سرخ‌رود، شیرزاد، شینوار، کوت، کوزکُنر، گوشته، لعل‌پور، مُهمنددره، نازیان                                                                | |
|         | نورستان | پارون      | ۱۳۰٬۹۶۴   | ۹۲۲۶۶.۷۴             | نورستانی، پشه‌ای، پرسونی، کاتی، کامویری، اشکونی، وایگلی و ترگامی | ۸ ولسوالی: برگِ مَتال، پارون، دوآب، کامدیش، مَندول، نورگَرام، واما، وایگَل | |
|         | نیمروز  | زرنج       | ۱۱۷٬۹۹۱   | ۴۲۴۰۹.۵۳             | دری، بلوچی                                                      | ۵ ولسوالی: چَخانسور، چهاربُرجک، خاش‌رود، زَرَنج، کَنگ | |
|         | هرات    | هرات       | ۱٬۷۶۲٬۱۵۷ | ۵۵۸۶۸.۵۳             | فارسی                                                           | ۱۶ ولسوالی: اَدرَسکن، اِنجیل، اوبه، شافلان، چِشت شریف، زنده‌جان، سبزوار، غوریان، فَرسی، کَرُخ، کُشک، کُشک کهنه، کُهسان، گُذَره، گُلران | ولایت باستانی هرات در گذشته وسعت بیشتری داشت، اما این ولایت در سال ۱۹۶۴ میلادی به چهار ولایت بادغیس، فراه، غور و هرات تقسیم شد و از وسعت آن کاسته شد.                           |
|         | هلمند   | لشکرگاه    | ۱٬۴۴۱٬۷۶۹ | ۵۸۳۰۵.۰۷             | پشتو، دری، بلوچی                                                | ۱۳ ولسوالی: بَغران، دیشو، ریگِ خان‌نشین، سَنگین، کَجَکی، گرمسیر، لشکرگاه، موسی‌قلعه، نادعلی، ناوهٔ بارکزائی، نوزاد، نهرِ سراج، واشیر | |

^ ولایت‌های شمال‌غربی و شمال‌شرقی به‌رنگ سرخ و ولایت‌های غربی و مرکزی به‌رنگ سبز و ولایت‌های شرقی، جنوب‌غربی و جنوب‌شرقی برنگ آبی آمده‌اند.

## فهرست دیگر
| زون (ناحیه) | نمبر | ولایت      | کدولایت | نمبر پلیت | مرکز      | مساحت     | جمعیت (۲۰۱۵) | جمعیت (۲۰۲۳) | تراکم جمعیت | تعداد ولسوالی |
| ----------- | ---- | ---------- | ------- | --------- | --------- | --------- | ------------ | ------------ | ----------- | ------------- |
| پایتخت      | ۱    | کابل       | AF-KAB  | KBL       | کابل      | 4,523.58  | 4,372,977    | 5,211,452    | 1,150.5     | 18            |
| پایتخت      | ۲    | کاپیسا     | AF-KAP  | KPS       | محمودراقی | 1,908     | 441,010      | 503,524      | 255.9       | 7             |
| پایتخت      | ۳    | پروان      | AF-PAR  | PRN       | چاریکار   | 5,715.05  | 664,502      | 747,618      | 129.1       | 9             |
| پایتخت      | ۴    | پنجشیر     | AF-PAN  | PJR       | بازارک    | 3,771.62  | 371,902      | 382,425      | 45.0        | 7             |
| پایتخت      | ۵    | میدان وردک | AF-WAR  | WDK       | میدان‌شهر  | 10,348.32 | 596,287      | 667,612      | 63.8        | 9             |
| شمال شرق    | ۶    | بدخشان     | AF-BDS  | BDN       | فیض‌آباد   | 44,835.91 | 950,953      | 1,066,985    | 23.5        | 29            |
| شمال شرق    | ۷    | بغلان      | AF-BGL  | BAG       | پلخمری    | 18,255.24 | 910,784      | 1,023,512    | 55.6        | 16            |
| شمال شرق    | ۸    | تخار       | AF-TAK  | TAK       | تالقان    | 12,458.82 | 983,336      | 1,093,100    | 87.7        | 16            |
| شمال شرق    | ۹    | قندوز      | AF-KDZ  | KDZ       | قندوز     | 8,080.86  | 1,010,037    | 1,145,678    | 140.7       | 7             |
| شمال        | ۱۰   | بلخ        | AF-BAL  | BLH       | مزارشریف  | 16,186    | 1,325,659    | 1,524,677    | 93.2        | 15            |
| شمال        | ۱۱   | فاریاب     | AF-FYB  | FYB       | میمنه     | 20,797.63 | 998,147      | 1,116,894    | 53.3        | 14            |
| شمال        | ۱۲   | سمنگان     | AF-SAM  | SAM       | ایبک      | 13,437.91 | 387,928      | 440,919      | 32.0        | 5             |
| شمال        | ۱۳   | سرپل       | AF-SAR  | SRP       | سرپل      | 16,385.57 | 559,577      | 630,706      | 37.9        | 7             |
| شمال        | ۱۴   | جوزجان     | AF-JOW  | JZJ       | شبرغان    | 11,292.52 | 540,255      | 624,313      | 53.3        | 9             |
| غرب         | ۱۵   | هرات       | AF-HER  | HRT       | هرات      | 55,868.53 | 1,890,202    | 2,152,892    | 38.3        | 15            |
| غرب         | ۱۶   | بادغیس     | AF-BDG  | BDG       | قلعه‌نو    | 20,794.01 | 495,958      | 560,021      | 26.4        | 7             |
| غرب         | ۱۷   | فراه       | AF-FRA  | FRH       | فراه      | 49,339.11 | 507,405      | 581,293      | 11.4        | 11            |
| مرکز        | ۱۸   | بامیان     | AF-BAM  | BAM       | بامیان    | 18,029.16 | 487,218      | 510,543      | 27.5        | 7             |
| مرکز        | ۱۹   | دایکندی    | AF-DAY  | DYK       | نیلی      | 17,501.36 | 507,339      | 529,610      | 29.5        | 8             |
| مرکز        | ۲۰   | غور        | AF-GHO  | GHR       | فیروزکوه  | 36,657.42 | 790,296      | 809,245      | 20.9        | 11            |
| جنوب شرق    | ۲۱   | غزنی       | AF-GHA  | GAZ       | غزنی      | 22,460.53 | 1,228,831    | 1,373,653    | 60.7        | 19            |
| جنوب شرق    | ۲۲   | خوست       | AF-KHO  | KST       | خوست      | 4,235.26  | 574,582      | 645,217      | 150.3       | 13            |
| جنوب شرق    | ۲۳   | لوگر       | AF-LOG  | LGR       | پل علم    | 4,568     | 392,045      | 444,419      | 95.1        | 7             |
| جنوب شرق    | ۲۴   | پکتیا      | AF-PIA  | PAK       | گردیز     | 5,583.15  | 551,987      | 627,567      | 109.6       | 11            |
| جنوب شرق    | ۲۵   | پکتیکا     | AF-PKA  | PKT       | شرنه      | 19,515.86 | 434,742      | 792,226      | 39.7        | 15            |
| شرق         | ۲۶   | کنر        | AF-KNR  | KNR       | اسدآباد   | 4,925.90  | 450,652      | 508,040      | 101.4       | 15            |
| شرق         | ۲۷   | لغمان      | AF-LAG  | LGM       | مهترلام   | 3,978.087 | 445,588      | 499,871      | 124.1       | 5             |
| شرق         | ۲۸   | ننگرهار    | AF-NAN  | NGR       | جلال‌آباد  | 7,641.05  | 1,517,388    | 1,712,331    | 222.7       | 23            |
| شرق         | ۲۹   | نورستان    | AF-NUR  | NUR       | پرون      | 9,266.74  | 147,967      | 167,425      | 17.7        | 7             |
| جنوب        | ۳۰   | هلمند      | AF-HEL  | HEL       | لشکرگاه   | 58,305.07 | 924,711      | 1,456,789    | 24.8        | 13            |
| جنوب        | ۳۱   | قندهار     | AF-KAN  | KRD       | قندهار    | 54,844.50 | 1,226,593    | 1,409,105    | 25.5        | 16            |
| جنوب        | ۳۲   | نیمروز     | AF-NIM  | NRZ       | زرنج      | 42,409.53 | 164,978      | 191,265      | 4.3         | 5             |
| جنوب        | ۳۳   | اروزگان    | AF-URU  | ORZ       | ترینکوت   | 11,473.67 | 386,818      | 448,219      | 38.0        | 6             |
| جنوب        | ۳۴   | زابل       | AF-ZAB  | ZBL       | قلات      | 17,471.80 | 304,126      | 402,899      | 22.0        | 9             |

## تاریخچهٔ تقسیمات کشوری
از سال ۱۷۷۳ میلادی به بعد درست از زمانی که تیمور شاه کابل را پایتخت خود قرار داد، شاهزادگان ولایت را کم و بیش خودمختاری داده بودند. مهم‌ترین ولایات تحت کنترل شاهزادگان و امیران، کابل، قندهار، هرات، ترکستان افغانستان، قطغن و بدخشان بودند. امیر عبدالرحمن‌خان (۱۹۰۱–۱۸۸۰) دامنه قلمرو سلطنتی‌اش را به ولایات هرات، ترکستان افغانستان، هزاره‌جات، نورستان و بدخشان گسترش داد. امان‌الله شاه (۱۹۱۹–۱۹۲۹) با کسب استقلال کشور، در سیستم اداری هم تغییراتی بوجود آورد که به شکل کشورهای دموکراتیک آن وقت بود. او ساحات کشور را به پنج ولایت اصلی یا عمده و چهار حکومت اعلی تقسیم نمود. در دورهٔ سلطنت محمد نادرشاه (۱۹۲۹–۱۹۳۳) این تقسیمات عبارت بودند از:
ولایات اصلی:
- ولایت کابل
- ولایت قندهار
- ولایت هرات
- ولایت مزارشریف
- ولایت قطغن و بدخشان

حکومت‌های اعلی:
- حکومت اعلای مشرقی
- حکومت اعلای جنوبی
- حکومت اعلای فراه و چخانسور
- حکومت اعلای میمنه

ولایات افغانستان در دوره حبیب‌الله خان

بعد از حکومت مشروطه و تصویب قانون اساسی در سال ۱۳۴۳ خورشیدی/۱۹۶۴ میلادی در دورهٔ سلطنت محمد ظاهرشاه (۱۹۳۳–۱۹۷۳)، افغانستان به ۲۶ ولایت تقسیم شده که هر کدام به دلیل اهمیت و چگونگی انکشاف آن به گروه‌های یک، دو و سه تقسیم گردیده بودند. کابل، غزنی، گردیز، جلال‌آباد، مزار شریف، هرات و قندهار جزء مراکز «درجه یک»، ارزگان، غزنی، هلمند، فاریاب، جوزجان، فراه، بغلان، بدخشان، تخار و پروان جزء مراکز «درجه دو» و کنر، میدان وردک، زابل، غور، بامیان، بادغیس، نیمروز، سمنگان، کاپیسا و لغمان جزء مراکز «درجه سه» ولایات در تقسیمات کشوری قرار گرفتند. هر کدام از این ولایات به وسیله فرمانداری «والی»، اداره می‌شد که در برابر وزارت داخله در کابل مسئولیت داشتند. مضافاً این که نماینده‌هایی در هر ولایت وجود داشت که روند اجرایی کار را مستقیماً به کابل گزارش می‌دادند. هر ولایتی دارای چندین «ولسوالی» بود که به وسیله مسئولی به نام «ولسوال» اداره می‌شدند و ولسوالی‌ها در برابر «والی» مسئولیت داشته و می‌بایست گزارش کار را به آن‌ها می‌دادند، البته هر ولسوال امکان داشت چندین علاقه‌داری را نیز اداره کند. علاقه‌داری‌ها در روستاهای مهم مستقر و در قبال ولسوالی‌ها مسئولیت مستقیم داشتند، علاقه‌داری‌ها به تناسب جمعیت آنان به چهار گروه تقسیم می‌شدند.
| مقایسهٔ تقسیمات کشوری افغانستان |                       |                                 |                                 |
| تقسیمات پیشین                  | تقسیمات پیشین         | تقسیمات جدید (بعد از مارس ۱۹۶۴) | تقسیمات جدید (بعد از مارس ۱۹۶۴) |
| نام واحد                       | نام مسئول             | نام واحد                        | نام مسئول                       |
| ولایت                          | نایب‌الحکومه           | ولایت                           | والی                            |
| حکومت اعلی                     | حاکمِ اعلی             | -                               | -                               |
| حکمرانی (یا حکومتِ کلان)        | حکمران (یا حاکمِ کلان) | وُلُسوالی                         | وُلُسوال                          |
| حکومت                          | حاکم محلی             | -                               | -                               |
| علاقه‌داری                      | علاقه‌دار              | علاقه‌داری                       | علاقه‌دار                        |

در سال ۱۹۷۰ افغانستان به ۲۶ ولایت، شش ولسوالی بزرگ (پشتو: لُوی ولسوالی)، ۱۷۵ ولسوالی و ۱۱۸ علاقه‌داری تقسیم شد. در دورهٔ حکومت کمونیست‌ها در دههٔ هشتاد میلادی، ولایت‌های پکتیکا، کاپیسا، کنر و سر پل به نقشه اضافه شدند. در دورهٔ مجاهدین با افزوده شدن ولایت‌های خوست و نورستان در سال ۱۹۹۴ تعداد ولایت‌ها به ۳۲ ولایت رسید. در سال ۲۰۰۴ دو ولایت دیگر نیز به نقشه افزوده شدند. پس از روی کار آمدن حامد کرزی، وی به پاس مبارزات مردم پنجشیر این منطقه را که در گذشته یکی از ولسوالی‌های ولایت پروان بود در ۱۳ آوریل ۲۰۰۴ به ولایت تبدیل کرد. دایکندی پیشتر یکی از ولسوالی‌های ولایت اُروزگان بود؛ ولی در تاریخ ۲۸ مارس ۲۰۰۴ به عنوان یک ولایت جداگانه تشکیل شد.